# حدسية غولدباخ الضعيفة

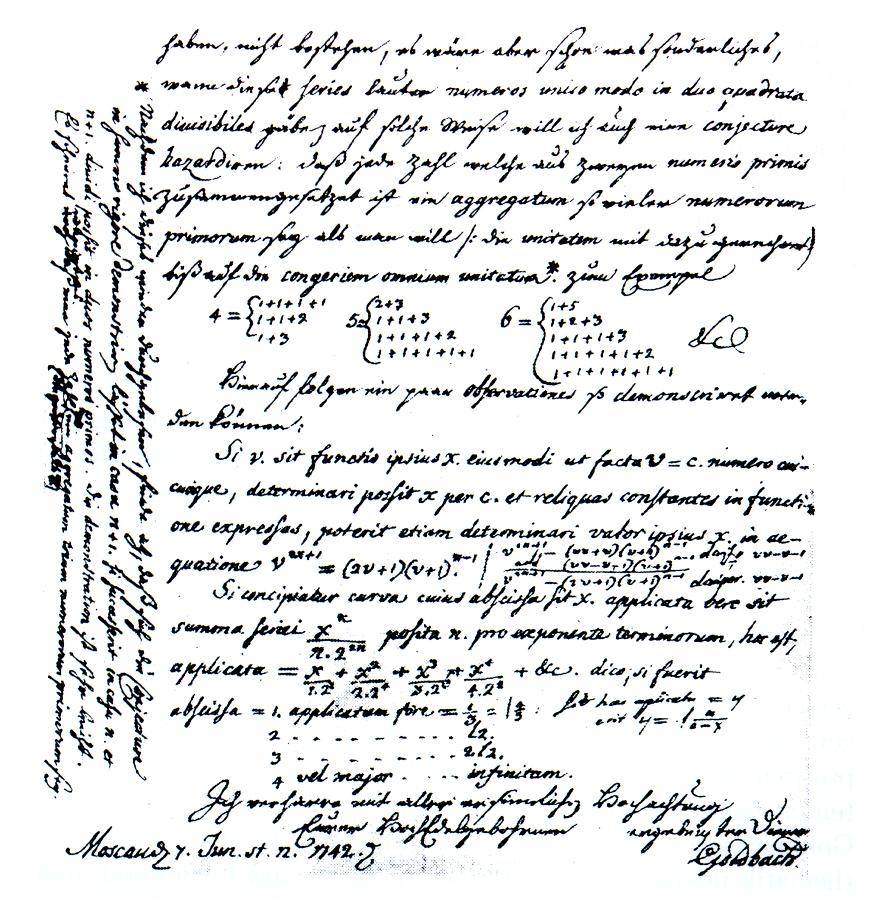

في نظرية الأعداد، حدسية غولدباخ الضعيفة، (بالإنجليزية: Goldbach's weak conjecture)‏ والتي تعرف أيضا باسم معضلة الأعداد الأولية الثلاث أو معضلة غولدباخ الثلاثية, تنص على :
كل عدد فردي أكبر من 7 يمكن أن يعبر عنه كمجموع لثلاثة أعداد أولية فردية. (يمكن لعدد أولي ما أن يظهر أكثر من مرة في هذا المجموع)
وُصفت هذه الحدسية بالضعيفة لأنه إذا بُرهنت صحة حدسية غولدباخ القوية (التي تتعلق بمجموع عددين أوليين), صارت هي (أي الحدسية الضعيفة) أيضا صحيحة. وذلك لأنه إذا كان أي عدد زوجي أكبر من أو يساوي 4 مساويا لمجموع عددين أوليين، فإنه يكفي إضافة 3 لهذا العدد الزوجي من أجل الحصول على الأعداد الفردية الأكبر من 7 جميعها.
انظر إلى ايفان ماتفييفيتش فينوغرادوف.